# Berbence Bitter

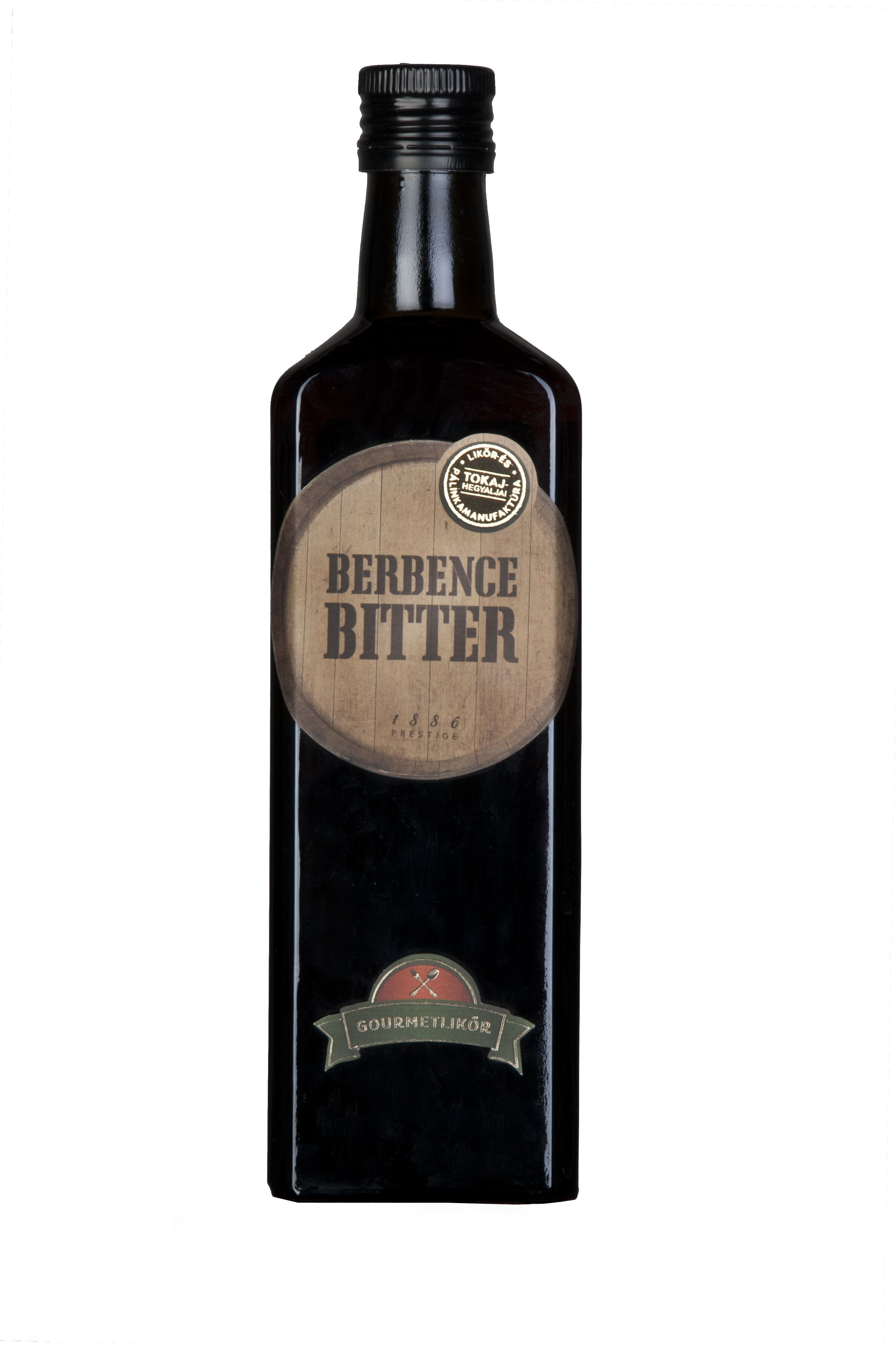
A Berbence Bitter Gourmetlikőr

A Berbence Bitter Gourmetlikőr a Tokaj-hegyaljai Likőr- és Pálinkamanufaktúra által kifejlesztett bitter, azaz keserűlikőr. A digesztif jellegű ital 27 különféle gyógynövény- és fűszerkivonat, finomszesz, tokaji borpárlat, szőlőpálinka, karamell és cukor felhasználásával készül. A Berbence Bitterrel a manufaktúra felvállalt célja visszahozni a köztudatba a mára feledésbe merült digesztif italkultúrát.

## A keserűlikőrök története
A keserűlikőrök története több évszázados múltra tekint vissza. Egyes vélemények szerint a céljuk egy olyan jótékony hatású gyógynövény-kompozíció létrehozása volt, melyben a megfelelő fűszerezéssel, ízesítéssel kiküszöbölhető az egyes növények sokszor kellemetlenül keserű íze, anélkül, hogy azok jótékony hatása a legkisebb mértékben is károsodna.
Az alkohol kiválóan megőrizte a növényi kivonatokat, míg a keserű ízt különböző édesítőszerekkel kompenzálták. Egyes receptúrák annyira jól sikerültek, hogy az eredetileg orvosságként szolgáló kivonatokat élvezeti italokban is felhasználták. Ezek utódjainak tekinthetők a keserűlikőrök.
Ma már rengetegféle keserűlikőr található a piacon, különböző ízesítésekben. A legismertebb világmárkák a Jägermeister, Becherovka, Underberg, Fernet Branca.

## A digesztif italkultúra
A keserűlikőrökben található gyógynövénykivonat emésztést segítő hatásának, valamint annak köszönhetően, hogy az ilyen jellegű italok csökkentik a nehéz ételek utáni telítettség érzetét is, hamar elterjedt a likőrök étkezés utáni fogyasztása. A vendéglátós szakirodalom a keserűlikőröket, gyógynövénylikőröket éppen ezért a digesztif, azaz emésztést segítő italok kategóriájába sorolja. Ebből alakult ki a digesztif italkultúra, azaz étkezések után 1-1 pohár gyógynövénylikőr elfogyasztása.

A Tokaj-hegyaljai Likőr- és Pálinkamanufaktúra a kézműves likőrkülönlegességek mellett széles pálinkaválasztékáról is híres.

## A Tokaj-hegyaljai Likőr- és Pálinkamanufaktúra
A 2012-ben indult Tokaj-hegyaljai Likőr- és Pálinkamanufaktúra választékában a hagyományos pálinkák mellett tokaji jellegzetességek és különlegességek is megtalálhatóak.
A manufaktúra a pálinkák és borpárlatok felhasználásával készült kézműves likőrkülönlegességeket is gyárt, melyekkel kitűzött célja, hogy a prémium likőrök is megkapják azt a megérdemelt figyelmet, amelyet a hazai borok és pálinkák kivívtak maguknak. Céljuk emellett megteremteni a likőrkultúra reneszánszát Magyarországon. Glam prémium gyümölcslikőrjeik alapjául minőségi gyümölcspálinka szolgál, a Berbence Bitterhez pedig a Tokaji Borvidék szőlőültetvényeinek terméséből készült szőlőpálinkát és borpárlatot is adnak. Likőrjeiket válogatott gyógynövényekkel és fűszerekkel ízesítik, kizárólag természetes alapanyagokkal dolgoznak.

## A „berbence” szó jelentése
A „berbence” szó jelentése bödön, kis hordó. Az „egy bödön mézet sem”, azaz „ани бербеницю медоу” kifejezésként már 1458-ban olvasható egy románvásári ukrán nyelvű oklevélben. Első hazai említése Somló várához köthető, 1498-ban, majd Egerben (1558), Debrecen környékén (1683) és Munkácson (1686) is említik. Jelentéstörténetét vizsgálva Hadrovics László nyelvtudós az olasz brenta, azaz puttony szó horvát és szlovén közvetítésű átvételének tartja. Később a párlatok érlelésére használt 9 literes hordót nevezték berbencének, főleg Erdélyben, illetve a Zemplén környéki falvakban.
A „Berbence Bitter” elnevezés nemcsak a hordóra utal, hanem egyben az ital kategóriáját is jelzi – a bitter a keserűlikőrök rendeletben szabályozott, nemzetközi elnevezése. A berbence motívum a csomagoláson is megjelenik: a címke alakja és grafikája szintén hordót formáznak.

## A „gourmetlikőr” elnevezés eredete
A Berbence Bitter alkoholtartalma – a keserűlikőrök nagy részével ellentétben – nem kizárólag finomszeszből származik. A gyógynövénykivonatot elkészítés során korábban aszúbor érlelésére használt hordóban pihentetik, tokaji borpárlat és szőlőpálinka hozzáadásával. A termék elnevezésekor a manufaktúra kifejezett célja volt egy olyan kifejezés használata, mely érzékelteti a Berbence Bitter nemességét és megkülönbözteti azt a konkurens keserűktől. Így született meg a „gourmetlikőr” elnevezés. A készítők a Berbence Bittert a digesztif jellegénél fogva nagy lakomák, közös étkezések megkoronázására ajánlják, desszert és kávé mellé.
A Berbence Bitter azonban nem egyedülálló a gyümölcspárlatok felhasználásával. Hasonló termékek például a pálinkából készült Zsindelyes Keserű Likőr és az Agárdi Bencés Keserűlikőr is.

## Szakmai fogadtatás

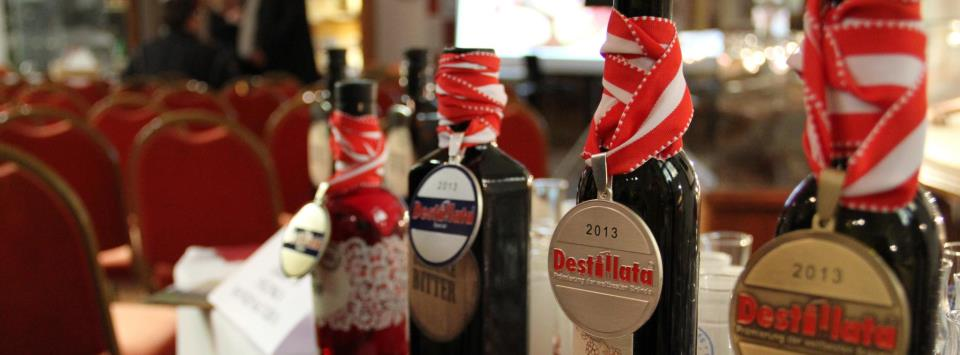
A Destillata nemzetközi versenyen a Berbence Bitter is részesült az éremesőből

A Berbence Bitter a Destillata nemzetközi italversenyen 2013-ban likőrként ezüstérmet nyert, illetve holtversenyben a legjobb keserűlikőrnek választották.

## A Berbence Bitter lelőhelyei
A likőr a manufaktúra hivatalos oldalának webboltján keresztül rendelhető országos kiszállítással. Emellett egyre több étterem és vendéglátóhely itallapján, valamint különböző üzletek polcain is megtalálható.